# 会染村
会染村（あいそめむら）は長野県北安曇郡にあった村。現在の池田町会染にあたる。

## 地理
- 山：大穴山
- 河川：高瀬川

## 歴史
- 1875年（明治8年）2月18日 - 筑摩県安曇郡十日市場村・林中村・内鎌新田村・中島村・半在家村・滝沢村・相道寺村・花見村・渋田見村・小泉入作新田村が合併して会染村となる。
- 1876年（明治9年）8月21日 - 長野県の所属となる。
- 1879年（明治12年）1月4日 - 郡区町村編制法の施行により、北安曇郡の所属となる。
- 1889年（明治22年）4月1日 - 町村制の施行により、会染村が単独で自治体を形成。
- 1955年（昭和30年）4月1日 - 池田町と合併し、改めて池田町が発足。同日会染村廃止。